# 新孔多米纳球场
新孔多米纳球场（西班牙語：Estadio Nueva Condomina）是一座位于西班牙穆尔西亚的足球场。球场建于2006年，它取代了原本的孔多米纳球场成为了皇家穆尔西亚的主场，可容纳31,179名观众。